# Dimorphodon
Dimorphodon (česky doslovně "se dvěma druhy zubů") byl vývojově primitivní ptakoještěr (pterosaurus), tedy aktivně létající plaz. Žil zhruba před 195 až 190 miliony lety v období rané jury (geologické stupně hettang a sinemur) na území současné jižní Anglie.

## Popis
Dimorphodon měl relativně dlouhá křídla (rozpětí kolem 1,4 metru), dlouhý ocas, který možná zakončoval kosočtverovitý výstupek. Tělo a nohy byly drobné, ale jeho lebka byla veliká, v poměru k jeho tělu, patřila k největším mezi ptakoještěry. Díky mnohým dutinám její hmotnost vzhledem k celkové velikosti nebyla značná. Tyto znaky byly typické pro čeleď Dimorphodontidae, kam patřil krom dimorfodona například i rod Peteinosaurus. Tento masožravý pterosaur se pravděpodobně živil hmyzem a malými obratlovci, jak ukázal výzkum skloviny jeho fosilních zubů. Původně se přitom paleontologové domnívali, že byl spíše rybožravým druhem. Jeho čelistní stisk musel být relativně silný a jeho pohybový aparát umožňoval schopnost poměrně efektivní chůze a zároveň i výkonného letu.

## Historie
Jeho první fosilní kostru objevila roku 1828 na jihu Anglie průkopnice paleontologie Mary Anningová (1799-1847). Nejdříve byl formálně popsán roku 1829 jako Pterodactylus macronyx. Dimorfodon je tak jedním z nejdéle známých ptakoještěrů.

## Systematika
Dimorphodon spadá do čeledi Dimorphodontidae a jeho sesterským taxonem je pozdně triasový severoamerický druh Caelestiventus hanseni.